# Delier
Een delier (Latijn: delirium) is een psycho-organische stoornis.
De oorzaak is lichamelijk, het disfunctioneren van de hersenen, maar de verschijnselen zijn psychisch. Deze uiten zich door verwarring, cognitieve problemen of aandachtsstoornissen. De symptomen ontwikkelen zich in een korte periode en fluctueren in sterkte. Behalve aandachts- en concentratieproblemen kunnen ook geheugenverlies, waanideeën en hallucinaties optreden.
Een delier komt bij ouderen vaker voor en mensen met dementie zijn gevoeliger voor het ontwikkelen van een delier. Een delier kan veroorzaakt worden door een lichamelijke aandoening zoals pijn, een infectie, bijwerkingen van bepaalde geneesmiddelen, of ontwenningsverschijnselen van alcohol of drugs. Een voorbeeld van het laatste is het delirium tremens, maar ook bij overmatig alcoholgebruik kan een delier ontstaan, een alcoholdelier. Verder kan een delier zich voordoen na een operatie (een post-operatief delier), of tijdens de terminale fase van ziekten als kanker en aids. Bij een delier dat zich bij zeer hoge koorts voordoet (een koortsdelier), kunnen mensen gaan ijlen.
Het Diagnostic and Statistical Manual of Mental Disorders DSM-IV geeft de volgende diagnostische criteria voor een delirium:
- een verminderd vermogen om de aandacht op externe prikkels gericht te houden en de aandacht te verleggen naar nieuwe externe prikkels, dus een van de twee volgende criteria:

1. vragen moeten worden herhaald, omdat de aandacht verdwijnt
2. herhaald antwoorden op eerdere vragen

- gedesorganiseerd denken
- verwarring die zich ontwikkelt gedurende een korte periode
- fluctuerend niveau van verwarring
- minimaal twee van de volgende criteria:

1. verminderd bewustzijnsniveau
2. perceptuele verstoringen
3. verstoring van het slaap-waakritme
4. toegenomen of afgenomen psychomotorische activiteit
5. desoriëntatie met betrekking tot tijd, plaats of persoon
6. geheugenproblemen

- een van de volgende criteria:

1. bewijs dat de oorzaak of het voortduren van de verwarring lichaamsgebonden is
2. de verwarring kan niet worden verklaard door een niet-organische, emotionele psychische aandoening

## Websites
- WH Eizenga, PLJ Dautzenberg, JAH Eekhof, ABJ Scholtes, MH van Venrooij, MM Verduijn, Tj Wiersma, JS Burgers en GM van der Weele. Delier, mei 2020. richtlijnen volgens de NHG-standaard
- Nederlandse Vereniging voor Klinische Geriatrie. Richtlijn Delier Volwassenen, 2013.  gearchiveerd